# Ruinen Turnhalde
Bei den Ruinen Turnhalde (auch Ruinen Hinterchnubel) handelt es sich um die Reste von vermutlich zwei mittelalterlichen Türmen. Diese liegen etwa 80 Meter voneinander entfernt auf dem Hang Turnhalde zwischen Wiggen und Escholzmatt in der Gemeinde Escholzmatt-Marbach im schweizerischen Kanton Luzern. Die Reste der Bauten und ein vermeintlicher Burggraben sind nicht mit einem Weg erschlossen und nur erschwert über steiles und ausgesetztes Gelände erreichbar.

## Geschichte
Nur wenig ist über diese Ruinen bekannt. Laut der luzernischen Kantonsarchäologie könnte es eine einzige schriftliche Erwähnung geben, in einer Urkunde von 1370, in welcher die Herrschaft Wolhusen an den Ritter Peter von Thorberg durch die Herzöge Albrecht III und Leopold III von Österreich (Habsburg) verpfändet wird. Auch entspringt die Bezeichnung Turnhalde dem altertümlichen Wort «Turn» (Turm). Sondierungsarbeiten im vermeintlichen Burggraben 1938 fanden grössere Kiesel, welche als Fundamentreste interpretiert wurden. 2018 wurden durch einen Sturm Bäume gefällt, wodurch Mauerreste besser erkennbar wurden.

## Bildergalerie

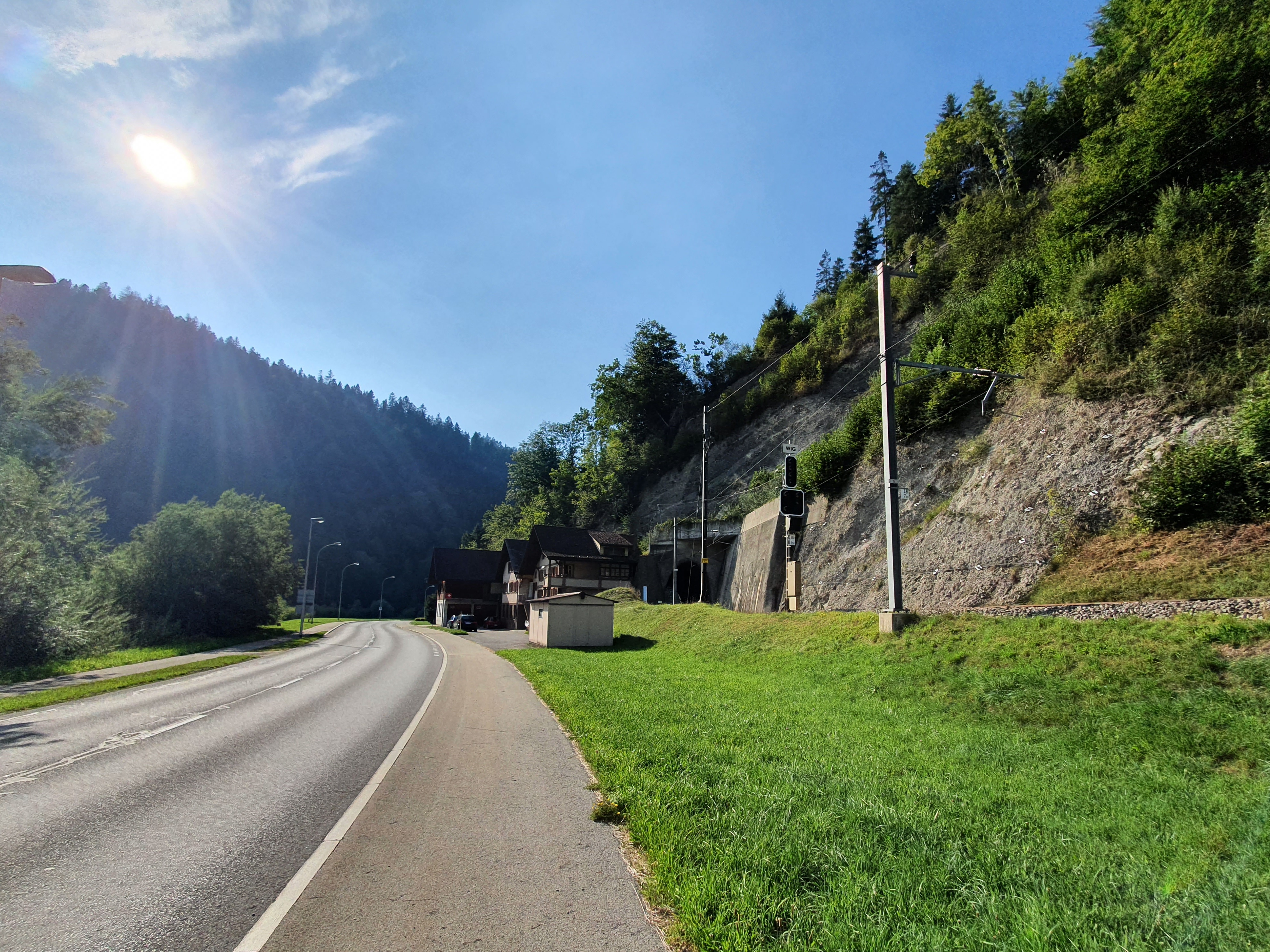
Burgfelsen, heute durchstochen vom BLS-Tunnel
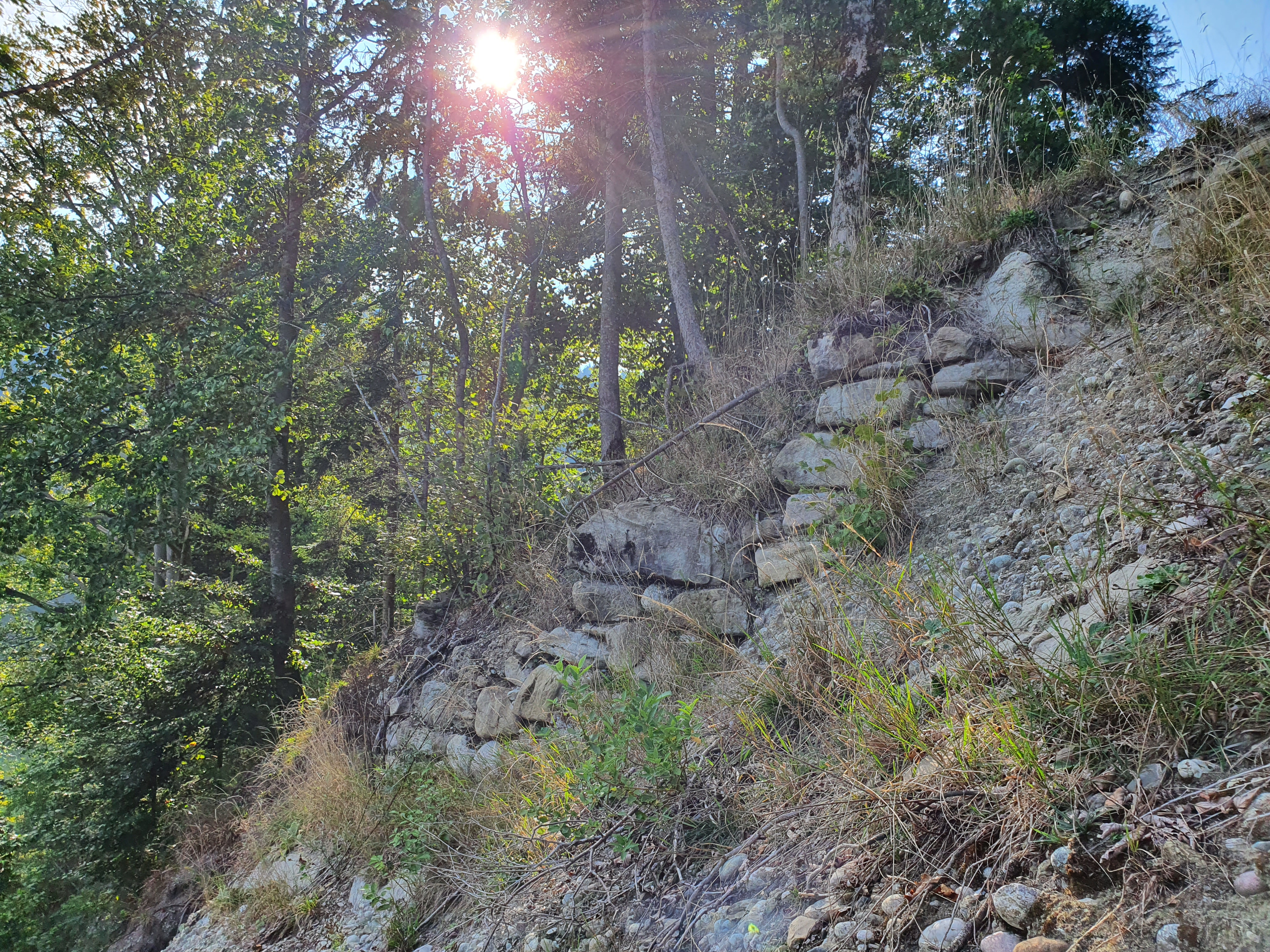
Östliche Ruine auf dem Nagelfluhfelsen
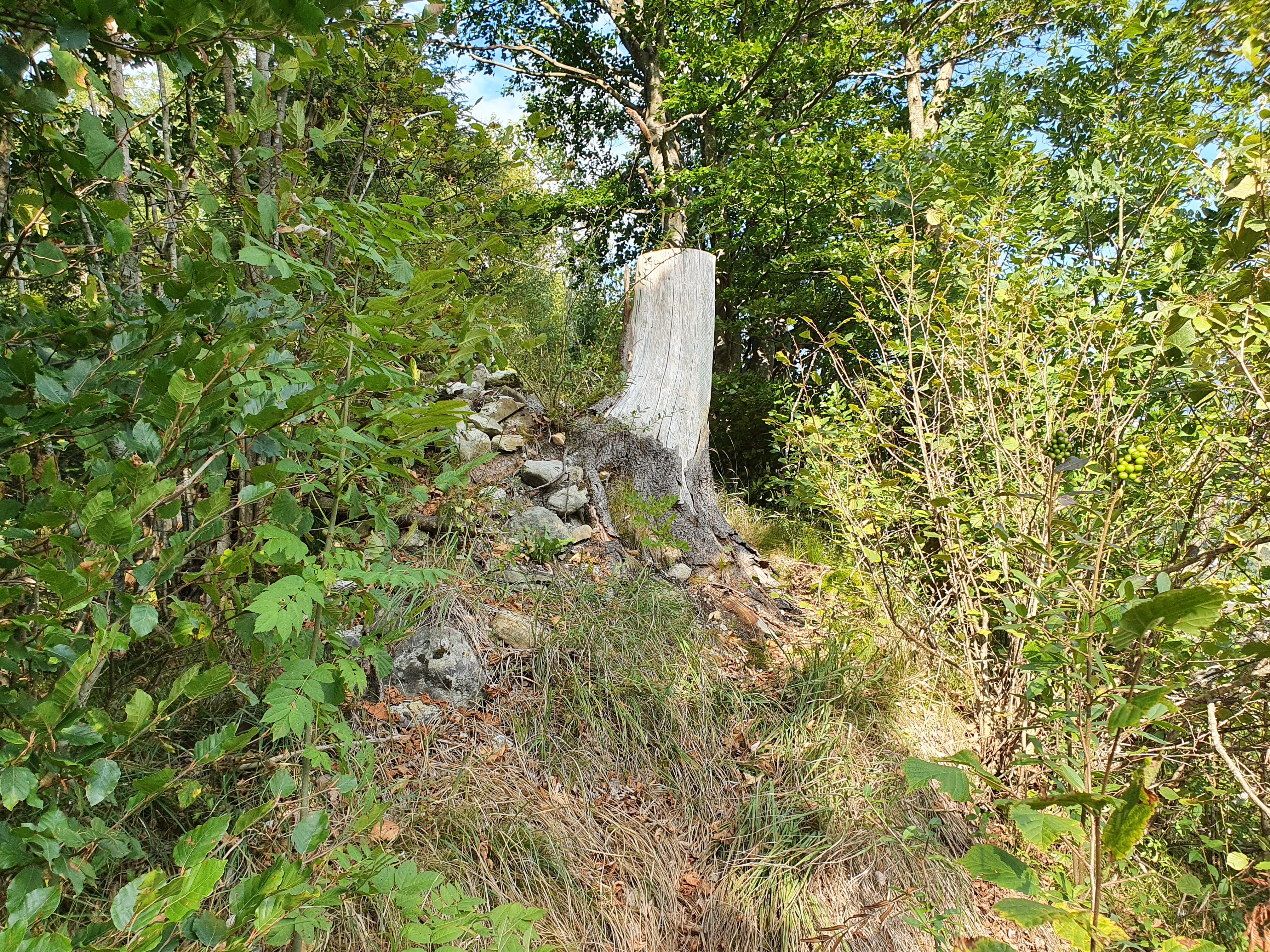
Westliche Ruine
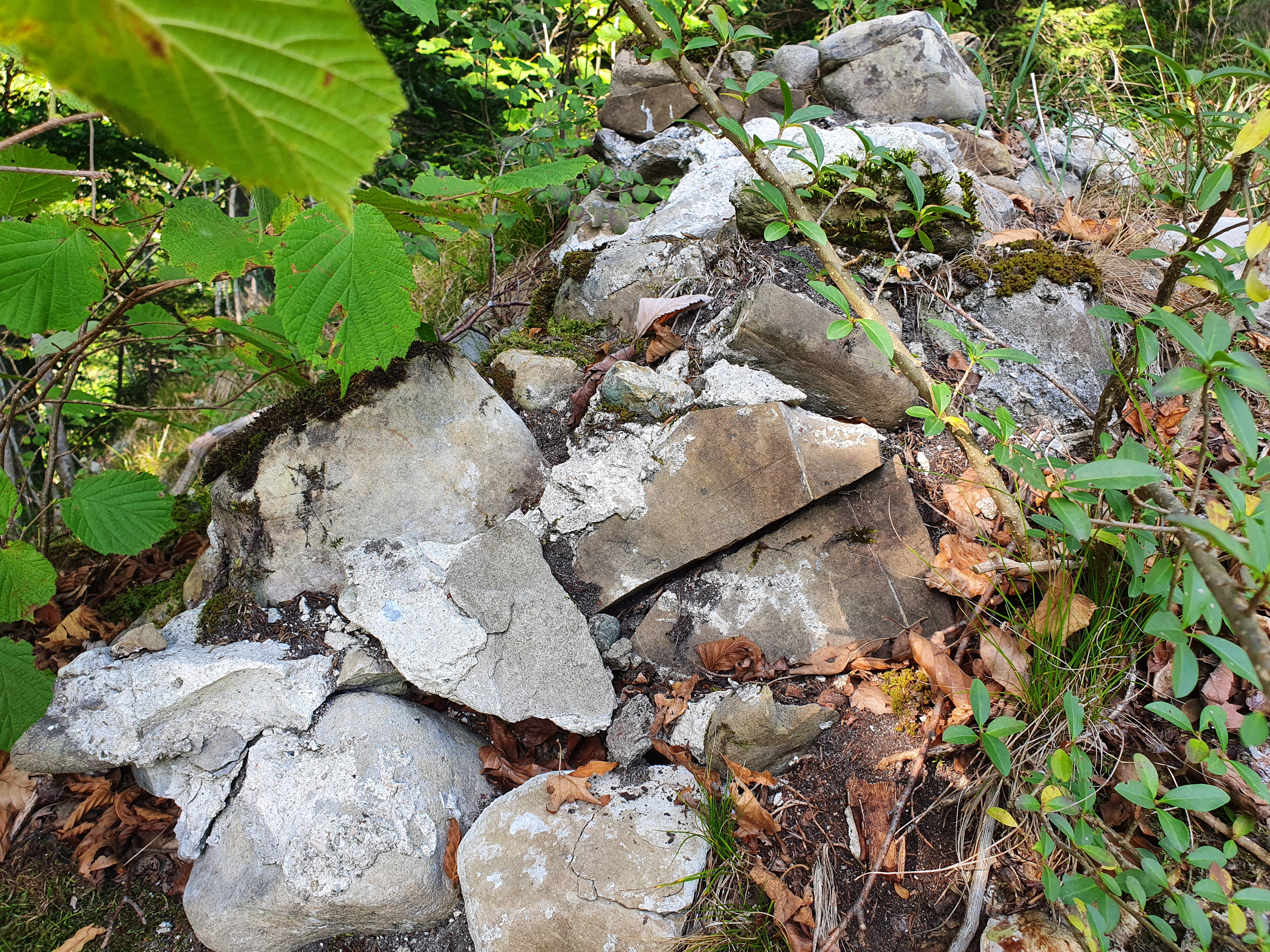
Westliche Ruine (Mauersteine mit Mörtel)
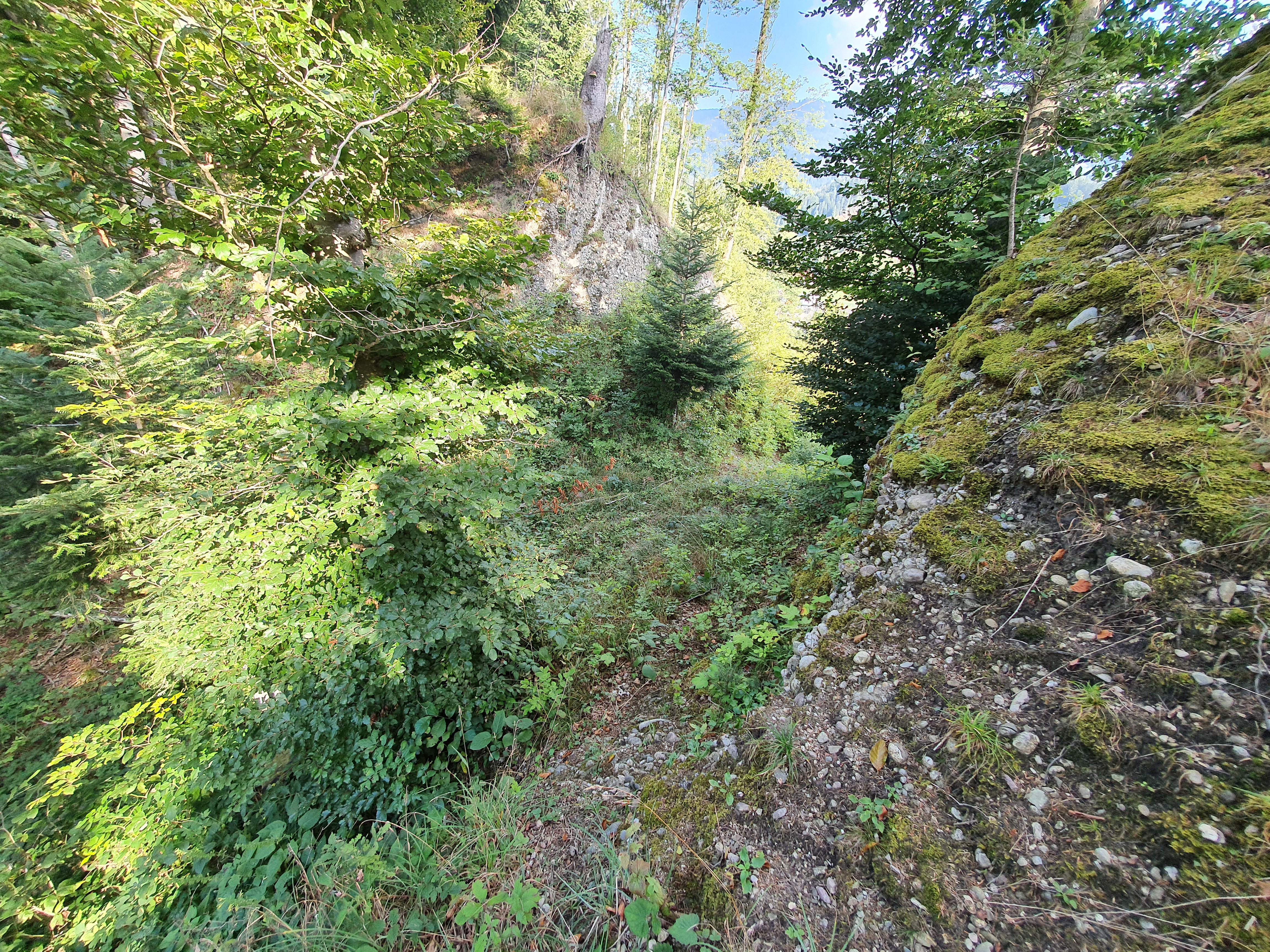
Vermutlich Reste vom Burggraben im Osten